# Neobidessodes mjobergi
Neobidessodes mjobergi är en skalbaggsart som först beskrevs av Zimmermann 1922.  Neobidessodes mjobergi ingår i släktet Neobidessodes och familjen dykare. Inga underarter finns listade i Catalogue of Life.